# Sun电子
Sun电子（Sun Corporation）是1971年成立的日本資訊設備、弹珠机相关设备、电子游戏软件制造商，总部位于日本爱知县。制造电子游戏采用SunSoft品牌，制造弹珠机和通讯设备采用SunTac品牌。